# Matt Godfrey
Matt Godfrey (ur. 16 stycznia 1981) – amerykański bokser, amatorski zwycięzca turnieju Golden Gloves z 2002, mistrz Stanów Zjednoczonych z 2004 roku.

## Kariera amatorska
W czerwcu 2002 zwyciężył w turnieju Golden Gloves w kategorii ciężkiej. W finale kategorii ciężkiej pokonał Charlesa Ellisa. Dwukrotnie był też półfinalistą turnieju Golden Gloves w roku 1998 oraz 2003. W roku 2004 zdobył mistrzostwo Stanów Zjednoczonych w kategorii ciężkiej, pokonując w finale Chazza Witherspoona.

## Kariera zawodowa
Na zawodowym ringu zadebiutował 14 maja 2004. Pierwszą porażkę doznał 8 marca 2008, przegrywając w eliminatorze WBC z Rudolfem Krajem. 21 sierpnia 2010 zmierzył się z Marco Huckiem o mistrzostwo świata WBO w kategorii junior ciężkiej. Godfrey przegrał ten pojedynek przez techniczny nokaut w piątej rundzie, będąc wcześniej trzykrotnie liczonym przez sędziego.